# لورا كاميلا لوزانو راميريز
لورا كاميلا لوزانو راميريز (بالإسبانية: Laura Lozano)‏ هي دراجة كولومبية، ولدت في 25 أكتوبر 1986.

## وصلات خارجية
- لورا كاميلا لوزانو راميريز على موقع الاتحاد الدولي للدراجات (الإنجليزية)
- لورا كاميلا لوزانو راميريز على موقع أرشيف الدراجات (الإنجليزية)
- لورا كاميلا لوزانو راميريز على موقع إحصائيات الدراجات الإحترافية (الإنجليزية)
- لورا كاميلا لوزانو راميريز على موقع نسبة الدراجات (الإنجليزية)